# Група захисту інтересів
Групи захисту інтересів (англ. advocacy groups, також відомі як групи тиску, лобістські групи, групи підтримки політичних кампаній, зацікавлені групи, або групи за інтересами) використовують різні форми адвокації з метою впливу на громадську думку та/або політику. Вони грали і продовжують грати важливу роль у розвитку політичних та соціальних систем. Групи значно різняться за розміром, впливом і мотивами, деякі з них мають широкі довгострокові соціальні цілі, в той час як інші зосереджені і є відповіддю на нагальні питання або занепокоєння.
Мотиви дій можуть бути засновані на спільній політичній, релігійній, моральній, медичній або комерційній позиції. Групи використовують різні методи, щоб спробувати досягти своїх цілей, у тому числі лобіювання, кампанії у ЗМІ, піар, опитування, дослідження і політичні брифінги. Деякі групи підтримуються могутніми бізнесовими чи політичними інтересами та чинять значний вплив на політичний процес, а інші зовсім не мають таких ресурсів.
Деякі групи перетворились на важливі соціальні, політичні інститути і громадські рухи. Деякі потужні групи захисту інтересів були звинувачені в маніпулюванні демократичною системою для вузької комерційної вигоди, а в деяких випадках були визнані винними в корупції, шахрайстві, хабарництві та інших тяжких злочинах; в результаті лобізм стає все більш регламентованим. Деякі групи, як правило, з меншими фінансовими ресурсами, можуть використовувати акції прямої дії й громадянської непокори, тому їх деколи звинувачують у тому, що вони є загрозою для громадського порядку або місцевими екстремістами. Розпочалися дослідження того, як групи захисту інтересів використовують соціальні медіа, щоб сприяти громадянській активності та колективним діям.

## Термін
Група захисту інтересів — це група або організація, яка намагається впливати на владу, але не займає позицію у владі.

## Історія

### Початок

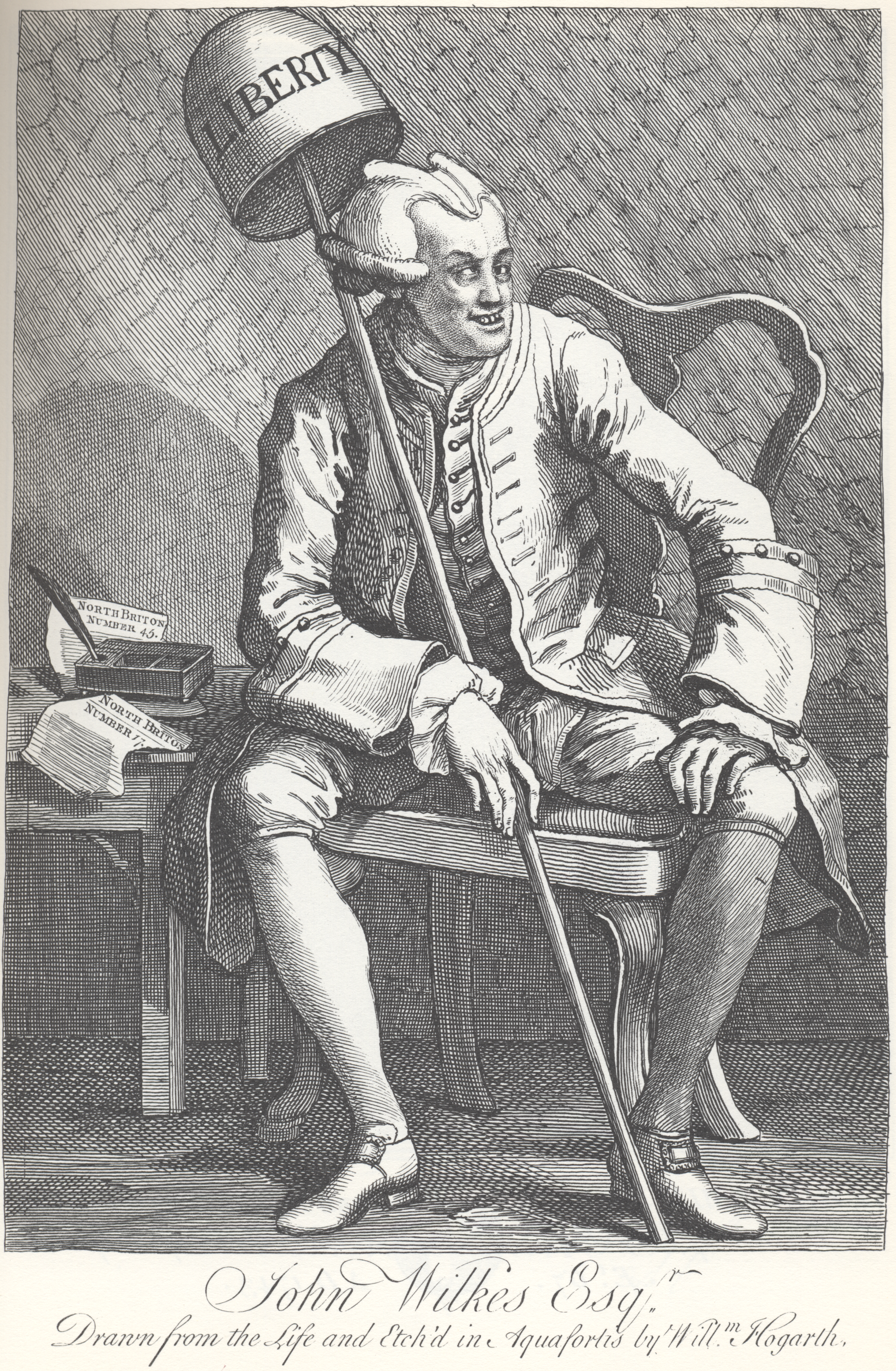
Сатирична гравюра Вілкса, автор Вільям Хогарт. Вілкс тримає два видання "The North Briton".

Початок розвитку груп захисту інтересів пов'язаний зі значними економічними і політичними змінами в Англії в середині 18-го століття, в тому числі політичного представництва, ринкової капіталізації та пролетарізації. Перші масові соціальні рухи каталізувались навколо скандального політичного діяча, Джона Вілкса. Будучи головним редактором газети «The North Briton», Вілкс енергійно атакував нової адміністрацію лорда Б'юта і умови миру, які новий уряд прийняв 1763 року Паризьким мирним договором на завершення Семирічної війни. Вілксу був інкримінований бунтівний наклеп і він заарештований після видачі генерального ордера, що Вілкс засудив як незаконний, а Лорд-Головний суддя в результаті виніс рішення на користь Вілкса. В результаті цього епізоду, Вілкс став фігурою зростаючого руху за народний суверенітет серед середнього класу — люди стали скандувати: «Вілкс і свобода» на вулицях.
Після більш пізнього періоду вигнання, викликаного подальшими звинуваченнями у наклепі і непристойній поведінці, Вілкс балотувався на депутатське місце у Мідлесексі, де була зосереджена більшість його підтримки. Коли Вілкс був кинутий у в'язницю Королівської лави 10 травня 1768, виник масовий рух підтримки, з великими демонстраціями на вулиці під гаслом «Ні свободі — ні королю». Позбавлений права засідати в парламенті, Вілкс став Олдерменом в Лондоні 1769 р., а група активістів під назвою «Товариство прихильників Білля про права» почала агресивно просувати його політику. Це була перша в історії стала соціально-пропагандистська група; вона брала участь у публічних мітингах, демонстраціях, поширенні листівок у безпрецедентних масштабах і масових демонстраціях з вимогами. Однак рух слідкував, щоб не перетнути лінію і не перейти відкрите повстання; він намагався виправити недоліки влади шляхом звернення до існуючої судової практики і був задуманий як позапарламентська форма агітації, щоб прийти до взаємної і конституційної угоди. Сила і вплив цієї соціальної групи захисту інтересів на вулицях Лондона змусило владу поступитися її вимогам. Вілкс був повернутий до парламенту, генеральні ордери були оголошені неконституційними і свобода преси була поширена на висвітлення парламентських дебатів.
Ще однією важливою групою захисту інтересів, які з'явилися наприкінці 18 століття, був британський аболіціоністський рух проти рабства. Починаючи з організованого цукрового бойкоту 1791 року, він очолив другу велику петицію 1806 року, яка призвела до заборони работоргівлі в 1807 р. На думку Юджина Блека (1963), "… Сучасні позапарламентські політичні організації — це продукт кінця XVIII століття і історія епохи реформ не може бути написана без нього.

### Зростання та поширення

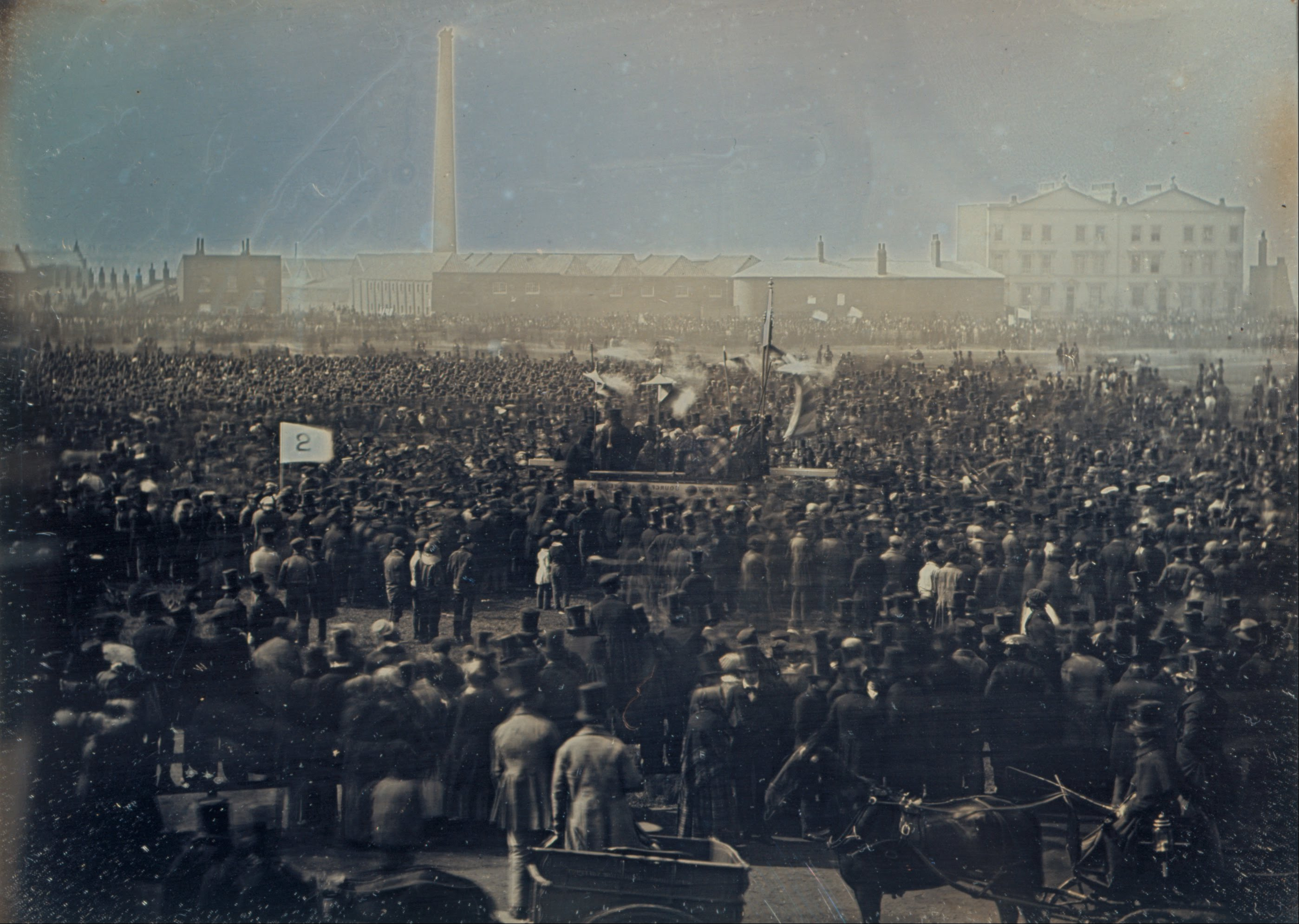
Велика зустріч чартистів на Кеннінгтон Коммон, Лондон, 1848 р.

З 1815 року Велика Британія після перемоги в наполеонівських війнах вступила в смугу соціальних потрясінь, які характеризувались зростаючою зрілістю використання соціальних рухів та груп захисту інтересів. Чартизм став першим в світі масовим рухом зростаючого робітничого класу. Він агітував за політичну реформу між 1838 і 1848 роками, а народна хартія 1838 року була його маніфестом (серед іншого, вона закликала до загального виборчого права і запровадження таємного голосування). Термін «соціальні рухи» було введено німецьким соціологом Лоренцом фон Штайном у його книзі «Соціалістичні і комуністичні рухи після третьої французької революції» (1848 р.), у якій він ввів поняття «соціального руху» у наукові дискусії — насправді, позначивши таким чином політичний рух, що бореться за права соціального забезпечення.

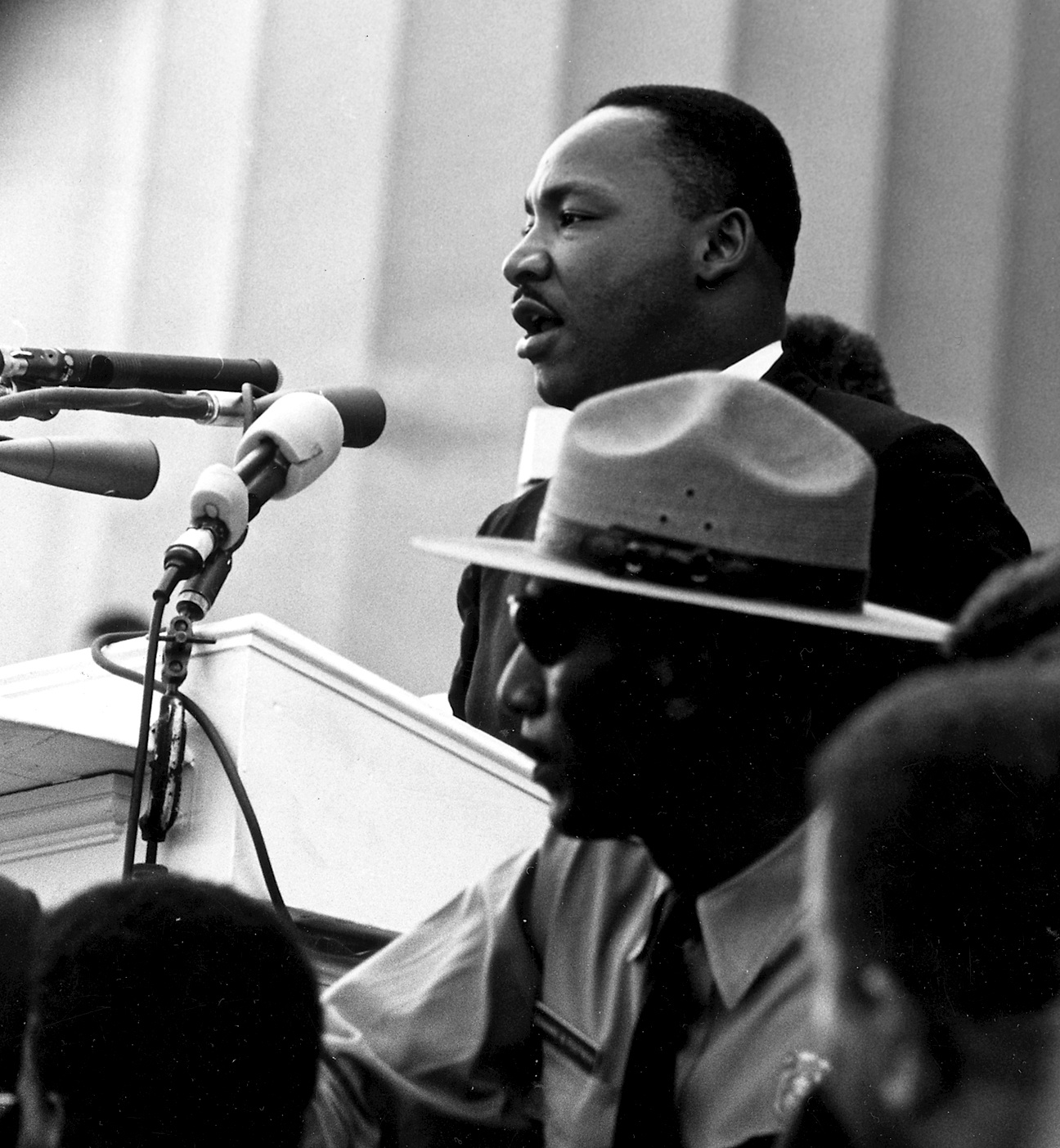
Мартін Лютер Кінг очолив Рух за громадянські права афроамериканців у США, один з найбільш відомих соціальних рухів 20-го століття.

Робітничий рух і соціалістичний рух кінця 19-го століття розглядаються як прототипні громадські рухи, що ведуть до формування комуністичних і соціал-демократичних партій і організацій. Ці тенденції були помічені в бідних країнах, коли тиски за проведення реформ продовжувався, наприклад, в Росії з російською революцією 1905 і 1917 року, результатом яких був крах царизму наприкінці Першої світової війни.
У післявоєнний період виникли рухи за права жінок, права геїв, мир, громадянські права, антиядерні і екологічні рухи, які часто називають новими соціальними рухами,; деякі з яких можуть розглядатися як «групи загальних інтересів», на відміну від груп особливих інтересів. Вони привели, серед іншого, до утворення зелених партій і організацій під впливом нових лівих. Деякі дослідники виділяють появу наприкінці 1990-х років нового глобального соціального руху антиглобалістів. 

## Діяльність
Групи захисту інтересів діють у різних сферах суспільства і політики.
- Антидифамаційні організації оприлюднюють відповіді або критику реальних або ймовірних образ будь-якого виду (у тому числі словами або насильства) з боку індивіда або групи щодо певної частини населення, яку представляють ці організації.
- Спостережні групи існують, щоб забезпечити контроль і оцінку дій або засобів різних організацій, як державних, так і корпоративних. Вони можуть також індексувати особистості, організації, товари, діяльність у базах даних, щоб забезпечити охоплення та оцінку цінності або життєздатності таких утворень для своєї цільової аудиторії.
- Лобістські групи просувають зміну законодавства або впливу того чи іншого закону; великі бізнеси фінансують дуже значний лобістський вплив на законодавців, наприклад в США і у Великій Британії, де лобізм вперше виник. Деякі лобістські групи мають в їх розпорядженні значні фінансові ресурси. Лобіювання регулюється на державному рівні, щоб запобігти найгіршим зловживанням, які можуть перерости в корупцію. Наприклад, в США Служба Внутрішніх Доходів проводить чітку межу між лобіюванням та захистом інтересів.[14] Лобістські групи також витрачають значні суми грошей на передвиборчу рекламу кандидатів, які підтримують погляди їх цільових груп.
- Групи правового захисту фінансують юридичний захист окремих осіб або юридичні дії проти інших окремих осіб або груп, пов'язані з їх конкретними інтересами або цільовою аудиторією. Це часто відбувається у поєднанні з публічною діяльністю однієї з групи захисту інтересів, зазначених вище.

## Вплив
У більшості ліберальних демократій групи захисту інтересів, як правило, використовують бюрократію як основний канал впливу, оскільки саме через неї відбувається прийняття рішень. У такому суспільстві мета груп захисту інтересів — намагатися впливати на членів законодавчого органу, щоб вони підтримали їх справу шляхом голосування певним чином у законодавчому органі. Доступ до цього каналу, як правило, обмежується групами зі статусом інсайдерів, такими як великі корпорації і профспілки, оскільки групи без інсайдерів рідко мають нагоду зустрітися з міністрами та іншими представниками бюрократії, щоб обговорити політику. Великі бізнеси мають переваги в основному тому, що вони є основними виробниками в економіці своїх країн і, отже, їх інтереси важливіші для влади. За словами Джорджа Монбіо, вплив великого бізнесу збільшився за рахунок «зростання легкості, з якою корпорації можуть переміщувати виробництво і інвестиції в глобальній економіці». Це дозволяє припустити, що в сучасному світі великий бізнес дедалі збільшує вплив на чиновництво і, у свою чергу, процес прийняття рішень урядом.
Групи захисту інтересів також можуть впливати через виборні органи шляхом лобіювання; групи, що володіють значними економічними ресурсами можуть найняти професійних лобістів. Прикладом такої групи є група захисників навколишнього середовища Грінпіс; будучи організацією з доходом більше $50 млн, вона використовує лобіювання для отримання політичної підтримки для своїх кампаній. Вона піднімає питання про стан навколишнього середовища з метою представлення їх в політиках, таких як урядове стимулювання альтернативної енергетики та переробки відходів.
Судова гілка влади також може бути використана групами захисту інтересів. У державах, де законодавство не може бути оскаржене в суді, наприклад у Великій Британії, групи захисту інтересів обмежені у розмірі їх впливу; у державах, які мають кодифіковані Конституції, як в США, вплив таких груп є більш значним. Наприклад, в 1954 році «Національна асоціація сприяння прогресу кольорового населення» (NAACP) лобіювала проти Ради освіти міста Топіка, доводячи, що расова сегрегація освіти є неконституційною. В результаті групового тиску NAACP, Верховний суд одноголосно постановив, що расова сегрегація в освіті дійсно є неконституційною і така практика була заборонена. Це приклад того, як групи захисту інтересів можуть чинити вплив на судову гілку влади.
Групи захисту інтересів також можуть впливати на політичні партії, головним чином через фінансування виборчої кампанії. Виборчі кампанії консервативних партій часто фінансуються великими корпораціями, оскільки більшість таких партій захищають інтереси бізнесу. Так кампанія Джорджа Буша-молодшого за переобрання в 2004 році фінансувалась головним чином за рахунок великих корпорацій і промислових інтересів, які адміністрація Буша представляла в уряді. І навпаки, ліві партії найчастіше фінансуються організованими праці — коли Британська Лейбористська партія була сформована, її фінансували в основному профспілки. Часто політичні партії насправді утворюються в результаті групового тиску, наприклад, Лейбористи у великій Британії було сформовано з нового профспілкового руху, які виступали за права трудящих.
Групи захисту інтересів також впливають через канали, які відокремлені від уряду чи політичної структури, такі як ЗМІ, так і через громадську думку, агітацію. В ліберальних демократіях у спробі досягти мети ці групи можуть використовувати такі методи, як протест, петиція і громадянська непокора. Групи, як правило, використовують два різні стилі, коли намагаються маніпулювати ЗМІ — вони або наголошують свій сторонній стан і використовують свою неможливість доступу до інших каналів впливу, щоб завоювати симпатію, або вони можуть поставити на більш ідеологічний порядок денний. Традиційно, яскравим прикладом такої групи були профспілки, які були так званими «індустріальними» м'язами. Профспілки ведуть кампанію у формі страйків і маршів для захисту прав трудящих, які отримали значну увагу засобів масової інформації і симпатії до їх справи. Рух за громадянські права афроамериканців у США отримав значну частину своєї відомості акціями громадянської непокори; афроамериканці просто не підкорялися законам расової сегрегації, щоб отримати насильницьку, расистську реакцію від поліції і білих американців. Це насильство і расизм потім транслювалося по всьому світу, показуючи світові наскільки односторонньою насправді була расова «війна» в Америці.
Вплив груп захисту інтересів також проявився в наднаціональних органах, які виникли в результаті глобалізації. Групи, які вже мали глобальні структури, такі як «Грінпіс», краще адаптувалися до глобалізації. Грінпіс, наприклад, має офіси в більш ніж 30 країнах і має дохід в $50 млн щорічно. Такі групи, як ці, убезпечили характер їх впливу отриманням статусу неурядових організацій (НУО), багато з яких спостерігають за роботою ООН і ЄС від своїх постійних представництв в Америці і Європі. Групи тиску з боку наднаціональних галузей можуть здійснювати вплив кількома способами: «через пряме лобіювання з боку великих корпорацій, національних галузевих органів і "пікових" організацій, таких як Європейський Круглий стіл промисловців».

## Впливові групи захисту інтересів
В історії було багато важливих групи захисту інтересів. Деякі з яких можуть вважатись такими, що працювали у іншій динаміці і можуть бути краще бути описані як суспільні рухи. Ось деякі відомі групи, які діють у різних частинах світу:
- Американсько-ізраїльський комітет громадських зв'язків, ізраїльське лобі в США, яке було описано "Нью-Йорк Таймс" як «найбільш впливове лобі, яке впливає на відносини США з  Ізраїлем.»[17]
- «Британська медична асоціація» (англ. British Medical Association), яка утворилась на зустрічі з обміну знаннями 50 докторів у 1832 році; її лобістські зусилля призвели до прийняття у Великій Британії «Медичного акту 1858 р.» та утворення «Загальної медичної ради» (англ. General Medical Council), яка реєструє та регулює докторів у цій країні до цього дня.[18]
- «Кампанія за ядерне роззброєння» (англ. Campaign for Nuclear Disarmament), яка змагалась за нерозповсюдження ядерної зброї та одностороннє ядерне роззброєння у Великій Британії з 1957 року, та чий логотип зараз став міжнародним символом миру.[19]
- «Центр автомобільної безпеки» (англ. Center for Auto Safety), організація, яка утворилась 1970 року та намагається надати право голосу споживачам у безпеці та якості автомобілів у США.[20]
- «Drug Policy Alliance», чиєю основною метою є завершення американської «Війни з наркоманією».[21]
- Electronic Frontier Foundation, міжнародна неприбуткова організація захисту цифрових прав, яка базується у США.
- «Енергетичне лобі», узагальнювальний термін для представників великих корпорацій з постачання нафти, газу, вугілля та електроенергії, яка намагається впливати на урядову політику США.
- "Financial Services Roundtable", організація, яка представляє банківське лобі.
- Грінпіс, організація, яка утворилась 1970 року з «Don't Make a Wave Committee» у намаганні зупинити nuclear weapons testing в США.[22]
- «Human Rights Campaign», організація захисту інтересів ЛГБТ-спільноти та лобі, яка намагається просунути питання прав ЛГБТ у США.[23]
- Національна стрілецька асоціація, організація, яка утворилась у Нью-Йорку 1871 року для захисту прав власників зброї.[24]
- Оксфам, організація, яка утворилась 1942 року у Великій Британії як "Оксфордський комітет подолання голоду".[25]
- "Pennsylvania Abolition Society", яке утворилось у Філадельфії 1775 року з метою скасування рабства у США.[26]
- Люди за етичне ставлення до тварин, організація захисту прав тварин, яка в першу чергу фокусується на поводження з тваринами на промислових фермах, при торгівлі одягом, у лабораторіях та індустрії розваг.[27]
- Королівське товариство охорони птахів, засноване у Манчестері 1889 року для боротьби проти 'варварської торгівлі пір'ям для жіночих капелюшків'.[28]
- Клуб Сьєрра, який утворився 1892 року з метою допомоги у захисті Сьєрра-Невада (США).[29]
- "Stop the War Coalition", організація проти Війни проти тероризму, дії якої включати марш кількістю від  750 000 до 2 000 000 людей у Лондоні 2003 року.[30]
- Суфражетки, які намагались отримати право голосу для жінок прямими діями та голодними протестами у Великій Британії між 1865 та 1928 роками.[31]
- "Puntland Human Rights Association" захищає права дітей, жінок і меншин у Сомалі та була заснована 2006 року у Гардо, регіонах Пунтланд у Сомалі.
- Рух недільних шкіл, який утворився 1751 року для пропаганди загального навчання у Великій Британії.[32]
- Торі, яка утворилась 1678 року для боротьби з "British Exclusion Bill" та розвинулась у одну з перших політичних партій, зараз відому як Консервативна партія у Великій Британії[33]
- Торгова палата США, найбільша лобістська група у США за витраченими коштами[34]

## Конкуруючі групи захисту інтересів
По певних спірних питаннях існує кілька конкуруючих груп захисту інтересів, які іноді мають доступ до дуже різних ресурсів. Наприклад:
- «Рух за вибір» проти «руху за життя» (політика щодо абортів в США);
- Кампанія SPEAK проти прихильників тестів (погляди на досліди на тваринах у Великій Британії)
- "Автомобільна Асоціація" проти "Асоціації пішоходів" (зараз має назву «Жилі вулиці») (безпека дорожнього руху в Великій Британії з 1929 року)
- "Тютюновий інститут" проти "Дії щодо паління та здоров'я" (антитютюнове законодавство в США)
- «Польоти важливі» (англ. Flying Matters) проти «Літаки — дурість» (англ. Plane Stupid) (авіаційна політика у Великій Британії з 2007 року)

## Вигоди і стимули
Загальна теорія полягає в тому, що люди повинні бачити якусь вигоду, щоб приєднатися до групи захисту інтересів. Відома як проблема безбілетника, вона стосується труднощів в залученні членів до певної групи захисту інтересів, коли вигодами можна користуватись і без членства. Наприклад, група захисту інтересів, присвячена поліпшенню агротехнічних норм, буде боротися за спільні цілі поліпшення агрокультури для всіх фермерів, навіть тих, хто не є членами цієї конкретної групи захисту інтересів. Таким чином, немає ніякого реального стимулу вступати в групу захисту інтересами і платити внески, якщо фермер отримає вигоду в будь-якому випадку.:111–131 Але групи захисту інтересів повинні отримувати внески та допомогу від своїх членів, щоб досягти поставленої мети. Хоча кожна людина у світі виграє від поліпшення стану навколишнього середовища, група захисту інтересів охорони навколишнього середовища, в свою чергу, не отримує грошову допомогу від кожної людини в світі.
Селективні матеріальні блага — це блага, які зазвичай даються у вигляді грошової компенсації. Наприклад, якщо група захисту  інтересів дає матеріальну вигоду своїм членам, вона може давати її їм у вигляді знижки на подорожі, безкоштовне харчування в певних ресторанах або безкоштовні передплати на газети або журнали.:133–134 І багато торговельних та професійних об'єднань, як правило, дають ці типи пільг для своїх членів. Селективний солідарна користь є іншим типом пільг для членів або потенційних членів групи. Ці стимули включають такі вигоди, як "почуття членства в групі та ідентифікації, статус, що випливає з членства, спільне дозвілля, підтримку соціальних відмінностей, і так далі. Солідарна мотивація  це коли вигоди від участі виводяться з соціальних обставин і створюються самим фактом асоціації з такою групою.
Виразний стимул є ще одним із основних типів стимулів або вигод, що пропонуються внаслідок членства у групі захисту інтересів. Люди, які вступають в групи захисту інтересів внаслідок виразних переваг, ймовірно, роблять це для вираження ідейної чи моральної цінності, в яку вони вірять. Приклади включають свободу слова, громадянські права, економічну справедливість або політичну рівність. Щоб отримати ці види вигод, члени можуть просто платити внески, жертвуючи свій час або гроші, щоб отримати почуття задоволення від висловлення своєї політичної цінності. Крім того, не матиме значення, чи досягла група захисту інтересів досягли своєї мети; ці члени би просто будуть в змозі сказати, що вони допомогли у процесі спроби досягти цих цілей, що є виразним стимулом, який вони отримали спочатку. Типи груп інтересів, які спираються на виразні вигоди або стимули — природоохоронні групи і групи, які стверджують, що лобіюють громадські інтереси.
Деякими громадськими та політичними інтересами не займається жодна група, і ці інтереси мають назву як прихованих інтересів.

## Теоретичні перспективи
Науковці доклали багато зусиль у спроби класифікувати як діють групи захисту інтересів, особливо при створенні державної політики.
Консенсусу не має, натомість існують численні школи думки:
- Плюралізм: в основі лежить припущення про те, що групи захисту інтересів працюють в конкуренції одна з одною і відіграють ключову роль у політичній системі. Вони діють як противага зайвій концентрації влади.

Однак, ця плюралістична теорія (сформована переважно американськими вченими) відображає більш відкриту та фрагментовану політичну систему, схожу на США. 
- Нео-плюралізм: в основі цієї теорії лежить концепція політичних спільнот, а саме, що групи захисту інтересів та інші подібні органи організовуються навколо урядового департаменту і його мережі клієнтських груп. Члени цієї мережі співпрацюють разом під час процесу розробки політики. Ця система більше схожа на британську форму влади
- Корпоратизм і елітизм: деякі групи захисту інтересів спираються на приватні підприємства, які можуть мати значний вплив на законодавчі органи.

## Використання соціальних медіа
Дослідження, опубліковане на початку 2012 року, говорить про те, що групи захисту інтересів різної політичної та ідеологічної орієнтації, що діяли у США, використовували соціальні медіа для повсякденної взаємодії з громадянами. У ході дослідження було опитано 53 групи, які використовували різні соціальні медіа-технологій для досягнення організаційних і політичних цілей. Facebook був основним сайтом соціальних медіа в усіх, крім однієї групи, і метою його використання була комунікація з громадянами. Твіттер був також популярний у всіх, крім двох груп. Використовувались і інші соціальні медіа —  YouTube, LinkedIn, вікі, Flickr, Tumblr, Foursquare, Picasa, Vimeo та інші. Як наголошується в дослідженні, «у той час як деякі групи ставлять під сумнів спроможність соціальних медіа перебороти обмеження слабких зв'язків і розриву поколінь, переважна більшість груп вважає соціальні медіа важливими для сучасної пропагандистської роботи, і прославляє їх функцію демократизації».